# Dolno Țerovene, Montana
Dolno Țerovene (în bulgară Долно Церовене) este un sat în comuna Iakimovo, regiunea Montana,  Bulgaria. 

## Demografie
Componența etnică a satului Dolno Țerovene
     Romi (21,35%)
     Bulgari (75,43%)
     Nicio identificare (2,59%)
     Altele (0,61%)
La recensământul din 2011, populația satului Dolno Țerovene era de 810 locuitori. Din punct de vedere etnic, majoritatea locuitorilor (75,43%) erau bulgari, cu o minoritate de romi (21,35%). Pentru 2,59% din locuitori nu este cunoscută apartenența etnică.